# Bisdom Valledupar
Het bisdom Valledupar (Latijn: Dioecesis Valleduparensis) is een rooms-katholiek bisdom met als zetel Valledupar, in Colombia. Het bisdom is suffragaan aan het aartsbisdom Barranquilla. 

## Geschiedenis
Het bisdom werd opgericht op 4 december 1952, als het apostolisch vicariaat Valledupar, uit delen van het apostolisch vicariaat Goajira. Op 25 april 1969 werd het verheven tot bisdom. 

## Parochies
Het bisdom had in 2020 een oppervlakte van 26.630 km2 en telde 1.019.900 inwoners waarvan 89,2% rooms-katholiek was.

## Bisschoppen
- Vicente Roig y Villalba (4 december 1952 - 5 april 1977)
- José Agustín Valbuena Jáuregui (9 september 1977 - 10 juni 2003)
- Oscar José Vélez Isaza (10 juni 2003 - heden)

## Galerij van afbeeldingen

Wapen van het bisdom Valledupar
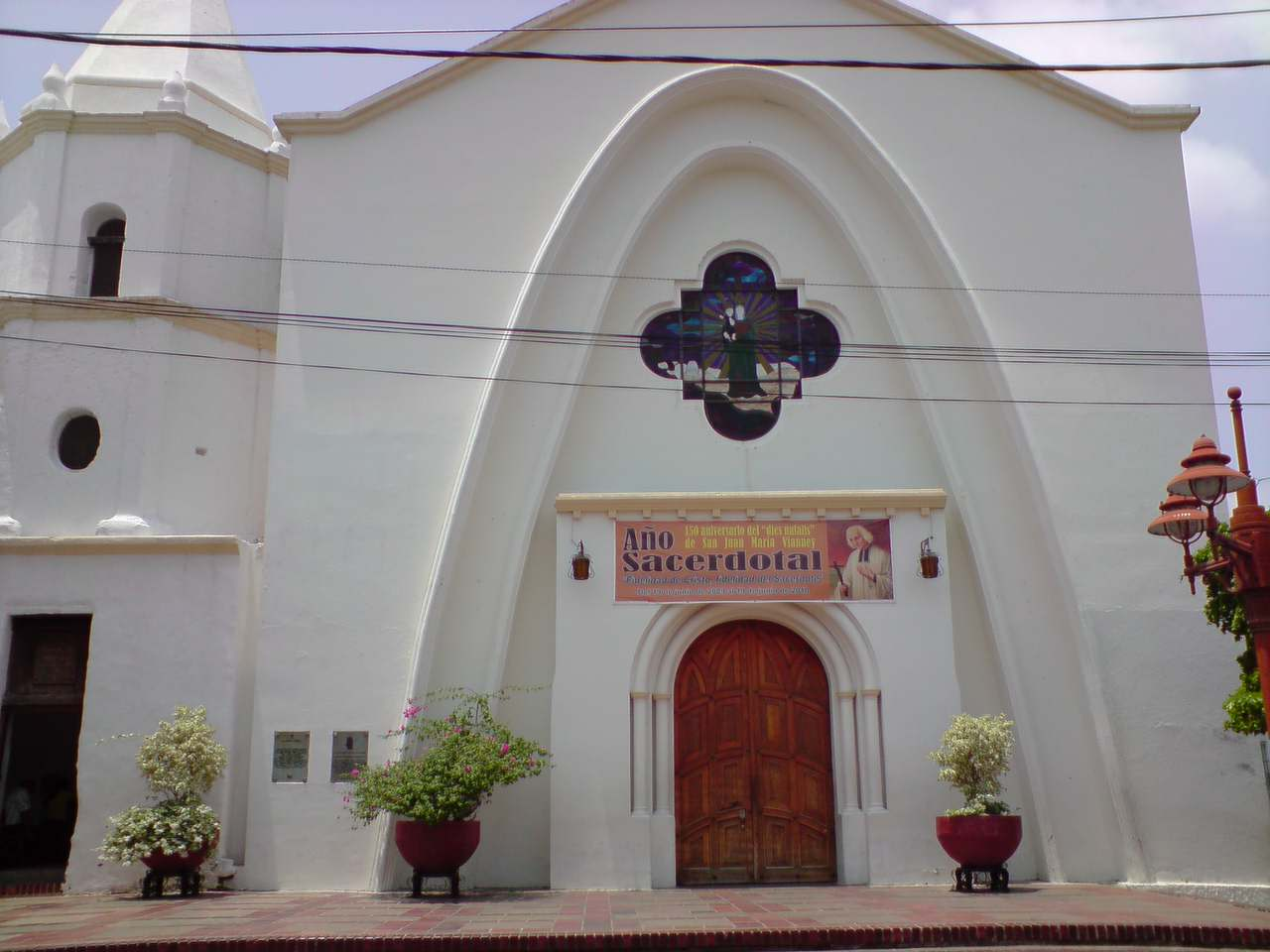
Voormalige kathedraal van Valledupar

Barranquilla (aartsbisdom) · El Banco · Riohacha · Santa Marta · Valledupar